# Montreuillon
Montreuillon (Monreuillon en morvandiau) est une commune française, située dans le département de la Nièvre en région Bourgogne-Franche-Comté.

## Géographie
Montreuillon se situe dans le Morvan et fait partie de son parc naturel régional.
Avec l'adoption de l'euro comme monnaie par la Grèce le 1er janvier 2001, Montreuillon était devenu le centre géographique de la zone euro succédant en cela à la commune de Blancafort (Cher), d'après un calcul réalisé par l'IGN. Le centre géographique de la zone euro a ensuite été situé à Mhère à quelques kilomètres dans le même département, du 1er janvier 2007 au 1er janvier 2008. À cette date, l'entrée de Malte et Chypre dans la zone euro a de nouveau déplacé le centre géographique, cette fois dans la commune d'Ouroux-en-Morvan.

### Hydrographie
Situé au fond d'une étroite vallée, ce bourg est arrosé par le ruisseau du Bruys, à proximité de la rive gauche de l'Yonne, à 250 mètres au-dessus du niveau de la mer.

### Climat
Pour des articles plus généraux, voir Climat de la Bourgogne-Franche-Comté et Climat de la Nièvre.
En 2010, le climat de la commune est de type climat des marges montargnardes, selon une étude du Centre national de la recherche scientifique s'appuyant sur une série de données couvrant la période 1971-2000. En 2020, Météo-France publie une typologie des climats de la France métropolitaine dans laquelle la commune est exposée à un climat océanique altéré et est dans la région climatique  Centre et contreforts nord du Massif Central, caractérisée par un air sec en été et un bon ensoleillement. 
Pour la période 1971-2000, la température annuelle moyenne est de 10,7 °C, avec une amplitude thermique annuelle de 15,8 °C. Le cumul annuel moyen de précipitations est de 968 mm, avec 13,3 jours de précipitations en janvier et 8,7 jours en juillet. Pour la période 1991-2020, la température moyenne annuelle observée sur la station météorologique de Météo-France la plus proche, « Lormes_sapc », sur la commune de Lormes à 13 km à vol d'oiseau, est de 11,2 °C et le cumul annuel moyen de précipitations est de 1 071,3 mm. 
La température maximale relevée sur cette station est de 40,7 °C, atteinte le 25 juillet 2019 ; la température minimale est de −18,1 °C, atteinte le 12 janvier 1987,,. 
Les paramètres climatiques de la commune ont été estimés pour le milieu du siècle (2041-2070) selon différents scénarios d'émission de gaz à effet de serre à partir des nouvelles projections climatiques de référence DRIAS-2020. Ils sont consultables sur un site dédié publié par Météo-France en novembre 2022.

## Urbanisme

### Typologie
Au 1er janvier 2024, Montreuillon est catégorisée commune rurale à habitat très dispersé, selon la nouvelle grille communale de densité à sept niveaux définie par l'Insee en 2022.
Elle est située hors unité urbaine et hors attraction des villes,.

### Occupation des sols
L'occupation des sols de la commune, telle qu'elle ressort de la base de données européenne d’occupation biophysique des sols Corine Land Cover (CLC), est marquée par l'importance des forêts et milieux semi-naturels (51,5 % en 2018), une proportion sensiblement équivalente à celle de 1990 (51,9 %). La répartition détaillée en 2018 est la suivante : forêts (49,2 %), prairies (44 %), zones agricoles hétérogènes (3,1 %), milieux à végétation arbustive et/ou herbacée (2,3 %), zones urbanisées (0,7 %), mines, décharges et chantiers (0,7 %). L'évolution de l’occupation des sols de la commune et de ses infrastructures peut être observée sur les différentes représentations cartographiques du territoire : la carte de Cassini (XVIIIe siècle), la carte d'état-major (1820-1866) et les cartes ou photos aériennes de l'IGN pour la période actuelle (1950 à aujourd'hui).

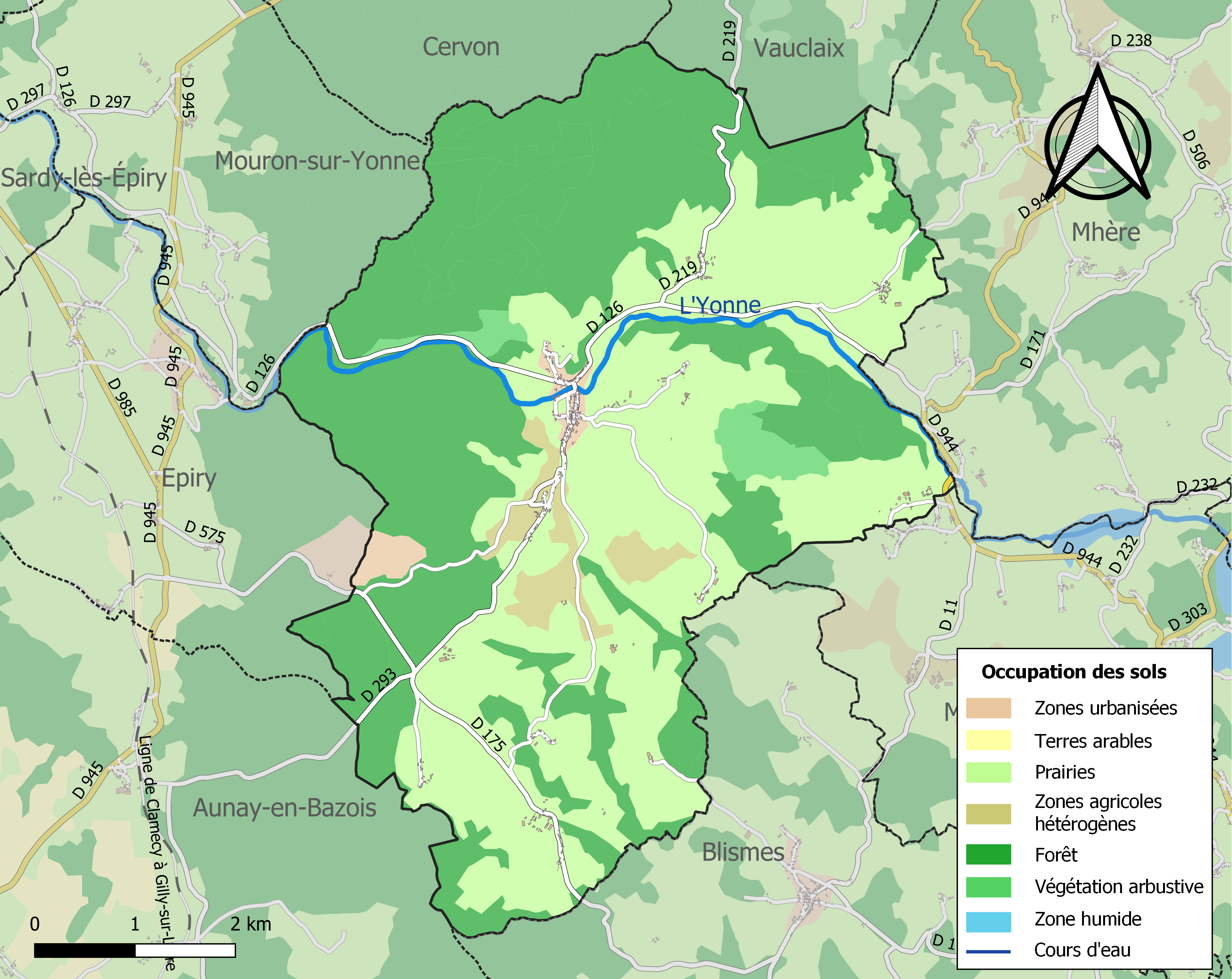
Carte des infrastructures et de l'occupation des sols de la commune en 2018 (CLC).

## Histoire
Le nom de la commune proviendrait du nom d'un domaine et de son propriétaire : Monte Rumilionis, Mons Rumitio.

## Politique et administration
| Période                                  | Période    | Identité       | Étiquette | Qualité                              |
| ---------------------------------------- | ---------- | -------------- | --------- | ------------------------------------ |
| mars 1989                                | mars 2008  | Serge Millot   |           |                                      |
| mars 2008                                | avril 2020 | Bernard Mouron |           | Professeur des écoles                |
| avril 2020                               | En cours   | Michel Partiot |           | Retraité de la recherche agronomique |
| Les données manquantes sont à compléter. |            |                |           |                                      |

## Démographie
L'évolution du nombre d'habitants est connue à travers les recensements de la population effectués dans la commune depuis 1793. Pour les communes de moins de 10 000 habitants, une enquête de recensement portant sur toute la population est réalisée tous les cinq ans, les populations de référence des années intermédiaires étant quant à elles estimées par interpolation ou extrapolation. Pour la commune, le premier recensement exhaustif entrant dans le cadre du nouveau dispositif a été réalisé en 2007.

En 2022, la commune comptait 248 habitants, en évolution de −7,46 % par rapport à 2016 (Nièvre : −3,28 %, France hors Mayotte : +2,11 %).
| 1793 | 1800 | 1806 | 1821 | 1831  | 1836  | 1841  | 1846  | 1851  |
| ---- | ---- | ---- | ---- | ----- | ----- | ----- | ----- | ----- |
| 885  | 869  | 840  | 835  | 1 035 | 1 189 | 1 298 | 1 325 | 1 290 |

| 1856  | 1861  | 1866  | 1872  | 1876  | 1881  | 1886  | 1891  | 1896  |
| ----- | ----- | ----- | ----- | ----- | ----- | ----- | ----- | ----- |
| 1 292 | 1 234 | 1 241 | 1 215 | 1 270 | 1 275 | 1 231 | 1 257 | 1 220 |

| 1901  | 1906  | 1911 | 1921 | 1926 | 1931 | 1936 | 1946 | 1954 |
| ----- | ----- | ---- | ---- | ---- | ---- | ---- | ---- | ---- |
| 1 121 | 1 054 | 972  | 787  | 852  | 714  | 710  | 632  | 622  |

| 1962 | 1968 | 1975 | 1982 | 1990 | 1999 | 2006 | 2007 | 2012 |
| ---- | ---- | ---- | ---- | ---- | ---- | ---- | ---- | ---- |
| 548  | 466  | 448  | 395  | 307  | 308  | 311  | 311  | 283  |

| 2017 | 2022 | - | - | - | - | - | - | - |
| ---- | ---- | - | - | - | - | - | - | - |
| 261  | 248  | - | - | - | - | - | - | - |

## Lieux et monuments
Patrimoine civil
- Château de Chassy, reconstruit en 1649 par la Maison de Choiseul, qui le possède jusqu'à la Révolution. En 1807, il est la propriété de Talleyrand-Périgord et du peintre Balthus en 1953.
- Stèle en granit rouge représentant le centre géographique de la zone euro jusqu'au 31 décembre 2006.
- Le pont aqueduc qui puise les eaux de l'Yonne au lac de Pannecière. Il a été construit en 1841 pour alimenter en eau le canal du Nivernais. Haut de 33 m et long de 152 m, il possède 13 arches larges de 8 m et sa rigole mesure 28 km de long.
- Ferme XVIIIe siècle - XIXe siècle.
- Ferme XIXe siècle.
- Ferme XIXe siècle.
- Maison XIXe siècle.
- Maison, XIXe siècle.
- Maison, XIXe siècle.
- Maison de Maître, XIXe siècle.
- Maisons, fermes, XVIIIe siècle - XIXe siècle.

Patrimoine religieux
- Église Saint-Maurice-et-Saint-Jacques, imposante église paroissiale de style néo-gothique des XIIe siècle - XVIe siècle et 1872. Vitraux du XIXe siècle. Pour visiter demander les clefs (voir avec les voisins où s'adresser)[18].
- Couvent des sœurs de la Providence de Portrieux, XIXe siècle.
- Croix de chemin.

## Personnalités liées à la commune
- Jean Séverin (1911-1998), écrivain né à Montreuillon.
- Balthus (1908-2001), peintre, propriétaire du château de 1953 à 1961. Il y achève La Chambre et Le Passage du Commerce-Saint-André (1952-1954, collection particulière). Il y fait plusieurs paysages, vus de ses fenêtres. Il se crée un personnage de dandy et d’aristocrate « féodal », ainsi qu’il se décrivait, son appartenance à la noblesse restant non établie.
- Raymond Perrot (1935-2005), peintre, écrivain, critique d'art, mort à Montreuillon.